# Ђурђица Чилић
Ђурђица Чилић је хрватска књижевница рођена 1975 у Ливну, БиХ.

## Лични живот
Ђурђица Чилић је рођена 1975. у Ливну, у БиХ, а одрасла је у Витезу. Од 1994. године живи у Загребу. Тренутно ради на Катедри за пољски језик и књижевност Филозофског факултета у Загребу. Од 2022. године предаје и на универзитету у пољским Катовицама.

## Књижевна каријера
Ђурђица Чилић пише стручне радове о пољској књижевности 19. и 20. века, књижевне рецензије, а бави се и превођењем савремене пољске поезије. 
Њена прва књига која представља колекцију аутофикцијских цртица је Фафарикул објављена 2020. године. Књига је постала убрзо регионални књижевни хит. Њена друга књига је Нови крај објављена 2022. године и такође је аутофикцијска проза.

### Преводи
Ђурђица Чилић преводи пољску књижевност, углавном поезију коју објављује на Facebooku.
Неки од пољских аутора и књига које је превела су:
- Збирке прича Ормар и Најружнија жена на свијету Олге Токарчук,
- Збирку поезије Адама Загајевског Невидљива рука,
- Млађе ауторе поезије - Krystynu Dąbrowsku, Barbaru Klicku и Justynu Bargielsku,
- Избор из поезије Виславе Шимборске који је насловила Свијет који није од овога свијета.